# Eunimbatana lobata
Eunimbatana lobata är en fjärilsart som beskrevs av Fletcher och Pierre E.L. Viette 1955. Eunimbatana lobata ingår i släktet Eunimbatana och familjen nattflyn. Inga underarter finns listade i Catalogue of Life.